# Zajączków (Lublin)
Pour les articles homonymes, voir Zajączków.
Zajączków (prononciation : [zaˈjɔnt͡ʂkuf]) est un village polonais de la gmina d'Opole Lubelskie dans le powiat d'Opole Lubelskie de la voïvodie de Lublin dans l'est de la Pologne.
Il se situe à environ 3 kilomètres au nord-est d'Opole Lubelskie (siège de la gmina et du powiat) et 41 kilomètres à l'ouest de Lublin (capitale de la voïvodie).

## Histoire
De 1975 à 1998, le village est attaché administrativement à l'ancienne voïvodie de Lublin.

Depuis 1999, il fait partie de la nouvelle voïvodie de Lublin.